# Colpochila arida
Colpochila arida är en skalbaggsart som beskrevs av Britton 1986. Colpochila arida ingår i släktet Colpochila och familjen Melolonthidae. Inga underarter finns listade i Catalogue of Life.